# Ginástica artística nos Jogos Olímpicos de Verão de 2008 - Individual geral feminino
A final do individual geral feminino da ginástica artística nos Jogos Olímpicos de Verão de 2008 foi realizada no Estádio Nacional Indoor de Pequim, em 15 de agosto.

## Medalhistas
| Ouro   | USA Nastia Liukin |
| Prata  | USA Shawn Johnson |
| Bronze | CHN Yang Yilin    |

## Atletas classificadas
| Pos. | Ginasta                 | Pontos | Nota |
| ---- | ----------------------- | ------ | ---- |
| 1    | USA Shawn Johnson       | 62,725 | Q    |
| 2    | USA Nastia Liukin       | 62,375 | Q    |
| 3    | CHN Yang Yilin          | 62,350 | Q    |
| 4    | RUS Ksenia Semenova     | 61,475 | Q    |
| 5    | RUS Anna Pavlova        | 60,900 | Q    |
| 6    | CHN Jiang Yuyuan        | 60,625 | Q    |
| 7    | ROU Steliana Nistor     | 60,500 | Q    |
| 8    | BRA Jade Barbosa        | 59,500 | Q    |
| 9    | ROU Sandra Izbasa       | 59,375 | Q    |
| 10   | GER Oksana Chusovitina  | 59,375 | Q    |
| 11   | AUS Shona Morgan        | 59,075 | Q    |
| 12   | JPN Koko Tsurumi        | 58,975 | Q    |
| 13   | AUS Georgia Bonora      | 58,900 | Q    |
| 14   | CAN Elyse Hopfner-Hibbs | 58,650 | Q    |
| 15   | FRA Marine Petit        | 58,350 | Q    |
| 16   | ITA Vanessa Ferrari     | 58,300 | Q    |
| 17   | FRA Laetitia Dugain     | 58,275 | Q    |
| 18   | ITA Lia Parolari        | 58,200 | Q    |
| 19   | GBR Becky Downie        | 58,075 | Q    |
| 20   | SUI Ariella Kaeslin     | 58,050 | Q    |
| 21   | CZE Kristyna Palesova   | 57,800 | Q    |
| 22   | JPN Kyoko Oshima        | 57,625 | Q    |
| 23   | BRA Ana Cláudia Silva   | 57,575 | Q    |
| 24   | BEL Gaelle Mys          | 57,150 | Q    |
| ...  |                         |        |      |
| 32   | NED Suzanne Harmes      | 57,075 | R    |
| 33   | GBR Imogen Cairns       | 57.050 | R    |
| 37   | UKR Valentyna Holenkova | 56.750 | R    |
| 38   | CAN Nancy Damianova     | 56.700 | R    |

- Q - qualificada para a final
- R - reserva

## Final

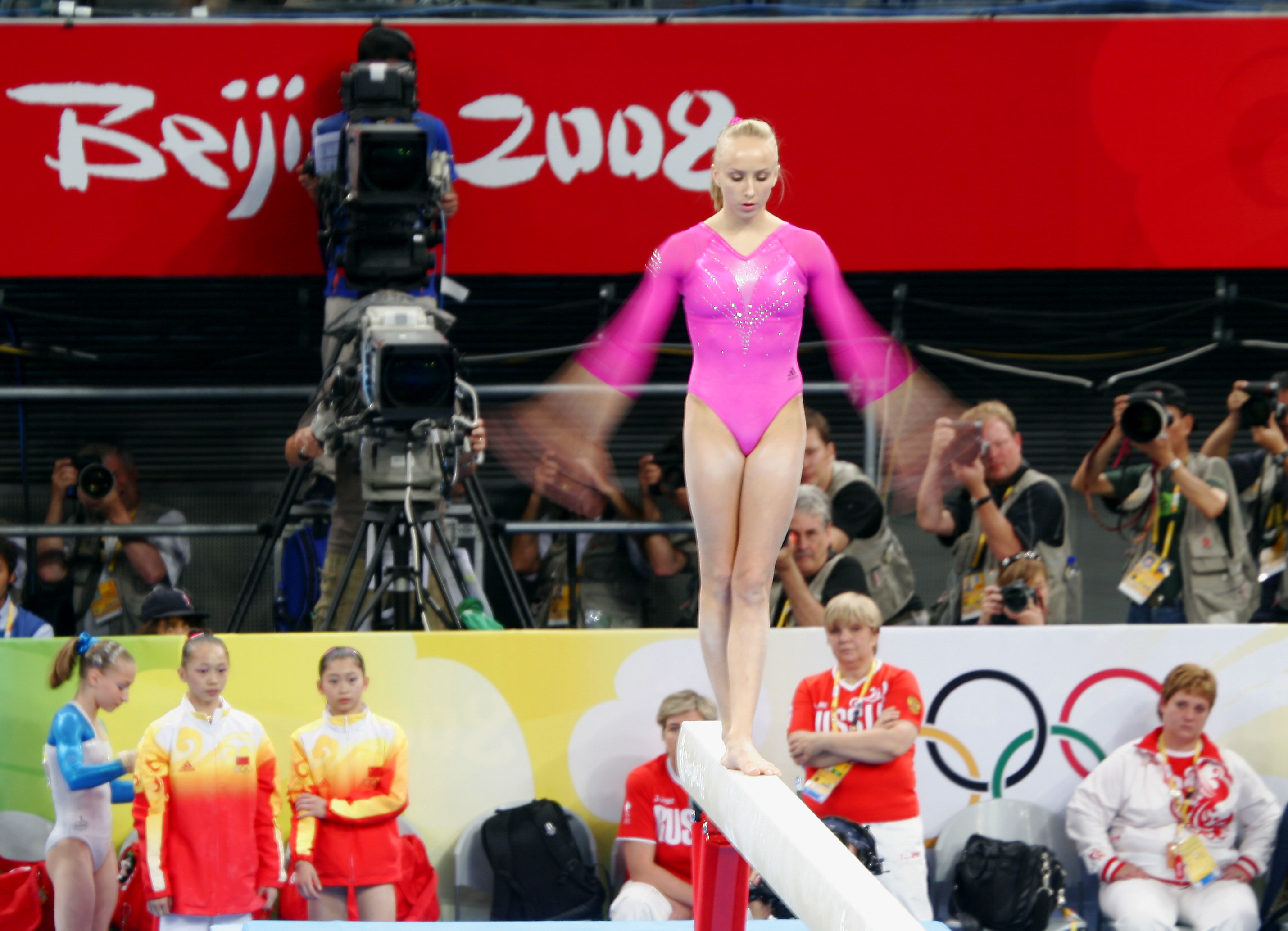
Nastia Liukin, medalhista de ouro, durante a apresentação na trave de equilíbrio.

| Pos.              | Ginasta                 |        |        |        |        | Total  |
| ----------------- | ----------------------- | ------ | ------ | ------ | ------ | ------ |
| Medalha de ouro   | USA Nastia Liukin       | 15.025 | 16.650 | 16.125 | 15.525 | 63.325 |
| Medalha de prata  | USA Shawn Johnson       | 15.875 | 15.275 | 16.050 | 15.525 | 62.725 |
| Medalha de bronze | CHN Yang Yilin          | 15.175 | 16.725 | 15.750 | 15.000 | 62.650 |
| 4                 | RUS Ksenia Semenova     | 14.750 | 16.475 | 15.925 | 14.775 | 61.925 |
| 5                 | ROU Steliana Nistor     | 15.025 | 15.975 | 15.550 | 14.500 | 61.050 |
| 6                 | CHN Jiang Yuyuan        | 14.825 | 15.875 | 15.425 | 14.775 | 60.900 |
| 7                 | RUS Anna Pavlova        | 15.275 | 14.525 | 15.975 | 15.050 | 60.825 |
| 8                 | ROU Sandra Izbasa       | 15.075 | 14.300 | 15.875 | 15.500 | 60.750 |
| 9                 | GER Oksana Chusovitina  | 15.750 | 14.900 | 14.875 | 14.600 | 60.125 |
| 10                | BRA Jade Barbosa        | 15.025 | 15.075 | 15.500 | 13.950 | 59.550 |
| 11                | ITA Vanessa Ferrari     | 14.700 | 15.200 | 15.600 | 13.950 | 59.450 |
| 12                | GBR Becky Downie        | 15.025 | 15.625 | 14.700 | 14.100 | 59.450 |
| 13                | AUS Georgia Bonora      | 14.850 | 14.625 | 15.100 | 14.375 | 58.950 |
| 14                | ITA Lia Parolari        | 13.950 | 15.350 | 15.125 | 14.500 | 58.925 |
| 15                | AUS Shona Morgan        | 14.650 | 14.625 | 15.100 | 14.425 | 58.800 |
| 16                | CAN Elyse Hopfner-Hibbs | 14.875 | 15.425 | 14.150 | 13.925 | 58.375 |
| 17                | JPN Koko Tsurumi        | 14.075 | 14.950 | 15.400 | 13.675 | 58.100 |
| 18                | SUI Ariella Kaeslin     | 15.350 | 14.275 | 14.425 | 13.950 | 58.000 |
| 19                | FRA Marine Petit        | 14.725 | 14.400 | 14.275 | 14.575 | 57.975 |
| 20                | JPN Kyoko Oshima        | 14.575 | 14.675 | 13.975 | 14.400 | 57.625 |
| 21                | CZE Kristyna Palesova   | 14.075 | 15.350 | 14.650 | 12.900 | 56.975 |
| 22                | BRA Ana Cláudia Silva   | 14.175 | 14.175 | 14.175 | 14.350 | 56.875 |
| 23                | FRA Laetitia Dugain     | 14.275 | 14.275 | 15.225 | 13.000 | 56.775 |
| 24                | BEL Gaelle Mys          | 14.000 | 12.875 | 13.100 | 13.975 | 53.950 |